# Віджаячандра
Віджаячандра (гінді विजय चन्द्र; д/н — 1169) — магараджахіраджа Антарведі у 1155—1169 роках. Також відомий як Віджаяпала або Малладева.

## Життєпис
Походив з династії Гаґавадалів. Син магараджахіраджи Говіндачандри. Посів трон близько 1155 року. За однією з версій для цього переміг у боротьбі брата Асфотачандру, що мав титул ювараджи (офіційного спадкоємця). Невдовзі мав збройний конфлікт з Акрпалою Томара, магараджею Гаріяни. Замирившись, одружився з донькою Акрпали.
Написи Ґахадавалів вихваляють Віджаячандру, використовуючи розпливчасті загальноприйняті терміни. Припускають, що він з кінця 1050-хроків вів війни проти газневідських султанів Хосров-шаха і Хосров Маліка.
Напевне 1164 року допоміг Віграхараджи IV Чаухану вигнати Газневідів з району Делі. Помер близько 1169 року. Йому спадкував син Джаячандри.